# Rudolf Adam von Hackelberg-Landau
Rudolf Adam von Hackelberg-Landau (* 8. September 1827 in Wien; † 2. Juni 1903 in Pragwald, Untersteiermark (heute in Slowenien)) war Oberleutnant und Abgeordneter zum Österreichischen Abgeordnetenhaus.

## Leben
Rudolf Adam von Hackelberg-Landau war Sohn des Generalmajors Johann Freiherr von Hackelberg-Landau († 1848). Er besuchte von 1838 bis 1848 das Theresianum in Wien und wurde danach Offizier, ab 1848 Unterleutnant und ab 1849 Oberleutnant. Im Jahr 1854 wurde er außer Dienst gestellt. Weiters war er auch Rittmeister ad honorem. Ab 1855 war er Besitzer des Guts Pragwald.
Von 1867 bis 1903 war er Mitglied des steiermärkischen Landtags und der Gemeindevertretung (II., III., IV., V., VI., VII., VIII. und IX. Wahlperiode) und von 1873 bis 1882 Bürgermeister von St. Paul bei Pragwald.
Rudolf Adam von Hackelberg-Landau war römisch-katholisch und verheiratet mit Paula Gräfin Brigido, blieb aber kinderlos.

## Politische Funktionen
Rudolf Adam von Hackelberg-Landau war von 1867 bis 1869 und von 1870 bis zu seinem Tod im Jahr 1903 Abgeordneter des Abgeordnetenhauses im Reichsrat (II., III., IV., V., VI., VII., VIII., IX. und X. Legislaturperiode), Kronland Steiermark, Kurie Großgrundbesitz. In der II. Legislaturperiode trat er am 23. Oktober 1869 kurz wegen der Notwendigkeit seiner Anwesenheit auf seinen Besitzungen zurück.

## Klubmitgliedschaften
Rudolf Adam von Hackelberg-Landau gehörte im Laufe seines Lebens vielen Klubs an. Im Jahr 1867 war er Mitglied des Herbst-Kaiserfeld'schen Klubs. Ab dem 4. Oktober 1867 gehörte er dem Klub der Linken an. Ab dem 17. Januar 1872 war er im Klub der Verfassungspartei, 1873 wieder im Klub der Linken, 1879 im Klub der Liberalen. Am 19. November 1881 war er bei den Vereinigten Linken, ab 1885 im Deutschösterreichischen Klub. Ab dem 6. November 1888 war er bei den Vereinigten Deutschen Linken, 1897 bei der Vereinigung von Großgrundbesitzern, seit 1898 bei der Vereinigung von verfassungstreuen Großgrundbesitzern und ab 1901 bei der Vereinigung der verfassungstreuen Großgrundbesitzer.